# 狄氏船蛆
狄氏船蛆（学名：Teredo diederichseni），是海螂目蛀船蛤科Teredo属的一种。主要分布于南海、中国大陆，常栖息在热带海洋中，破坏木材建筑物。